# 優婆離

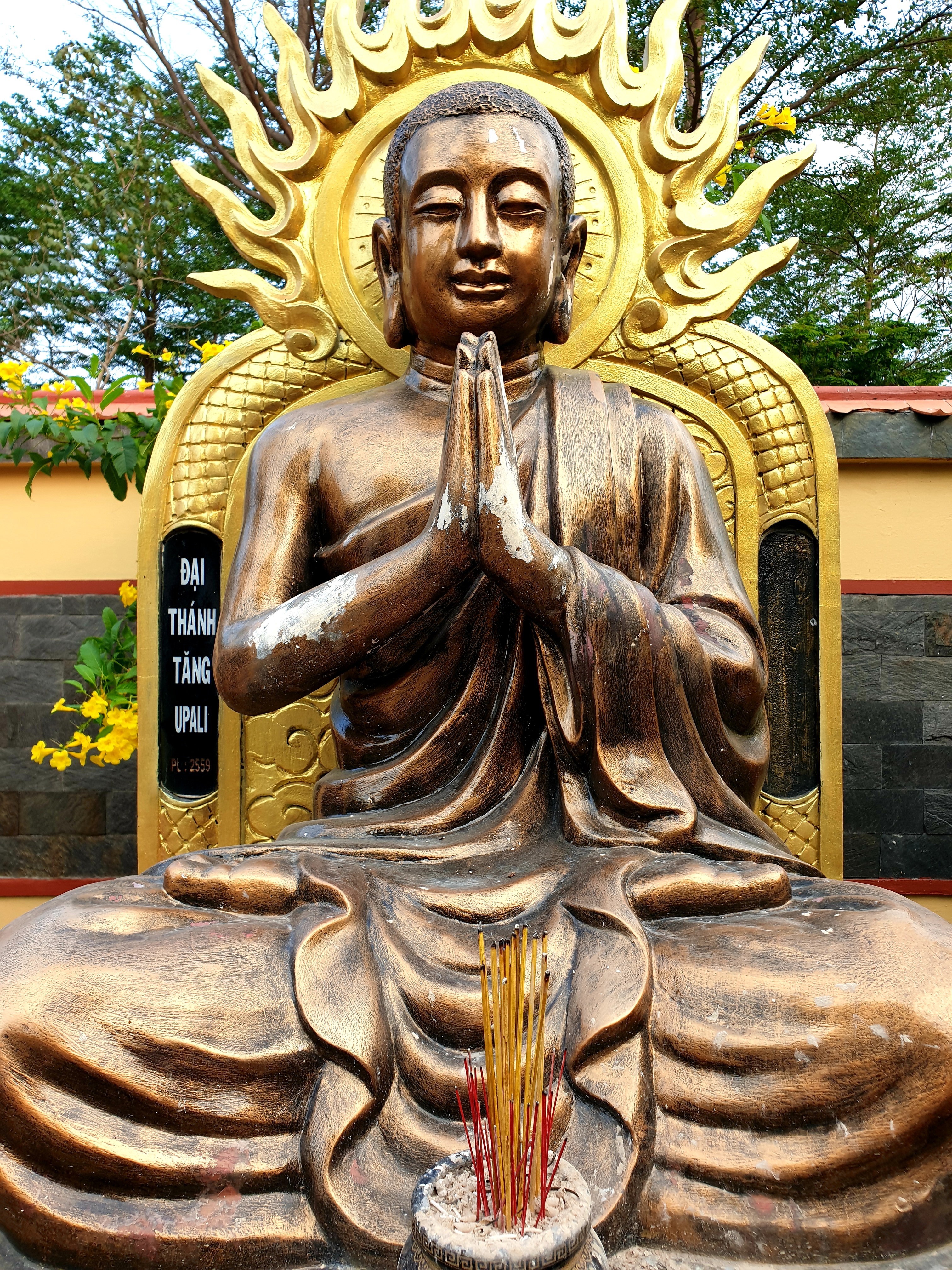
越南寺院的优婆离像

優婆離（羅馬化：Upāli），又作优婆利，邬波离，优波离，忧波利。译曰近取，近执，罗汉名。悉达太子执事之人，持律第一之比丘。第一次結集時，他誦出了律藏，在《佛本行集经》五十三《优波离因缘品》有因緣記載。
另有一人，本为尼犍外道之弟子，見於《中阿含经》三十二《优婆离经》所说。

## 音義
《注维摩经》三曰：“肇曰：优婆离，秦言上首，弟子中持律第一也。”《二十唯识述记》下曰：“邬波离者，此云近执，亲近于王，执王事也，如世说言朝延执事。”《弥勒上生经疏》下曰：“优波离，此云近执，佛为太子，彼为大臣。亲近太子，执事之臣，古人云佛家人，非也。”《净名疏》五曰：“优波离，此云上首，有翻化生。”